# Alexsander Christian Gomes da Costa
Alexsander Christian Gomes da Costa, noto semplicemente come Alexsander (Rio de Janeiro, 8 ottobre 2003) è un calciatore brasiliano, centrocampista dell'Atlético Mineiro.

## Carriera

### Club
Alexsander è cresciuto nel settore giovanile del Fluminense. Il 21 ottobre 2021 ha rinnovato il contratto con il club fino al 2026.
Ha esordito in prima squadra - e in Série A - il 5 novembre 2022, sostituendo Cris Silva nell'intervallo della vittoria casalinga per 3-1 contro il San Paolo.

### Nazionale
Ha giocato nella nazionale brasiliana Under-20, con la quale nel 2023 ha vinto il campionato sudamericano di categoria.

## Statistiche

### Presenze e reti nei club
Statistiche aggiornate al 5 ottobre 2024.
| Stagione          | Squadra           | Campionato        | Campionato | Campionato | Coppe nazionali | Coppe nazionali | Coppe nazionali | Coppe continentali | Coppe continentali | Coppe continentali | Altre coppe | Altre coppe | Altre coppe | Totale | Totale | Totale |
| Stagione          | Squadra           | Comp              | Pres       | Reti       | Comp            | Pres            | Reti            | Comp               | Pres               | Reti               | Comp        | Pres        | Reti        | Pres   | Reti   |        |
| ----------------- | ----------------- | ----------------- | ---------- | ---------- | --------------- | --------------- | --------------- | ------------------ | ------------------ | ------------------ | ----------- | ----------- | ----------- | ------ | ------ | ------ |
| 2022              | Flamengo          | A/RJ+A            | 0+3        | 0          | CB              | 0               | 0               | CS                 | 0                  | 0                  | -           | -           | -           | 3      | 0      |        |
| 2023              | Flamengo          | A/RJ+A            | 7+19       | 2+0        | CB              | 2               | 0               | CL                 | 7                  | 0                  | -           | 1           | 0           | 36     | 2      |        |
| 2024              | Flamengo          | A/RJ+A            | 4+15       | 0+0        | CB              | 0               | 0               | CL                 | 4                  | 0                  | RS          | 0           | 0           | 23     | 0      |        |
| Totale Fluminense | Totale Fluminense | Totale Fluminense | 11+37      | 2+0        |                 | 2               | 0               |                    | 11                 | 0                  |             | 1           | 0           | 62     | 2      |        |
| 2024-2025         | Al-Ahli           | SPL               | 2          | 0          | KC              | 0               | 0               | ACL                | 1                  | 0                  | SS          | -           | -           | 3      | 0      |        |
| Totale carriera   | Totale carriera   | Totale carriera   | 50         | 2          |                 | 2               | 0               |                    | 12                 | 0                  |             | 1           | 0           | 65     | 2      |        |

## Palmarès

### Club
- Coppa Libertadores: 1

Fluminense: 2023
- Recopa Sudamericana: 1

Fluminense: 2024
- AFC Champions League Elite: 1

Al-Ahli: 2024-2025

### Nazionale
- Campionato sudamericano Under-20: 1

Colombia 2023